# Rachel Whetstone
Pour les articles homonymes, voir Whetstone.
Rachel Marjorie Joan Whetstone née le 22 février 1968, est une responsable britannique des relations publiques. Elle a été chargée des communications et des politiques publiques dans l'entreprise américaine Google pendant près de 10 ans. Elle a été vice-présidente principale des communications et des politiques publiques pour Uber jusqu'en avril 2017. Par la suite, elle a rejoint Facebook en tant que vice-présidente de la communication de ses produits WhatsApp, Instagram et Messenger. Depuis août 2018, elle est directrice de la communication (CCO) de Netflix.
En février 2013, Whetstone est évaluée comme l'une des 100 femmes les plus puissantes du Royaume-Uni par Woman's Hour sur BBC Radio 4 Whetstone figure plusieurs fois sur la Power List de PRWeek, le plus récemment en 2016 au numéro 14.

## Début de la vie
Le grand-père maternel de Whetstone est Antony Fisher, fondateur de plusieurs groupes de réflexion libertaires, dont l'Institute of Economic Affairs et l'Atlas Economic Research Foundation,.  
Whetstone est élevée dans l'East Sussex. Elle fréquente l'école Benenden, puis étudie l'histoire à l'Université de Bristol.

## Carrière
Après avoir obtenu son diplôme, elle rejoint le bureau central conservateur, conseillant le secrétaire à l'intérieur de l'époque, Michael Howard. Elle entre ensuite dans le secteur privé, travaillant pour T-Mobile UK et Portland PR, avant de retourner à Westminster en 2003 en tant que secrétaire politique de Howard dès son élection en tant que chef du Parti conservateur,.
Lorsque Howard démissionne après les élections générales de 2005, elle retourne dans le secteur privé, rejoignant Google à Londres avant de déménager en Californie pour diriger les équipes de politique publique et de relations publiques du moteur de recherche.
En juin 2015, Whetstone devient vice-président principal de la politique et des communications chez Uber, remplaçant David Plouffe qui devait être promu conseiller en chef de l'entreprise. En avril 2017, il est annoncé que Whetstone quitterait Uber. Elle a été remplacée par Jill Hazelbaker, qui était l'adjointe de Whetstone,.
Recode annonce en juillet 2017 que Whetstone rejoindrait Facebook en septembre en tant que vice-président des communications pour WhatsApp, Instagram et Messenger. Le rôle nouvellement créé relevait de la vice-présidente des communications mondiales de Facebook, Caryn Marooney.
En août 2018, Whetstone rejoint Netflix afin gérer les relations publiques

« "Rachel is a proven communications leader and a strong addition to the Netflix team. Her deep knowledge and international expertise will be invaluable as we bring Netflix and its expanding lineup of original content to an increasingly global audience." »

— Netflix CEO Reed Hastings,

## Vie privée
Whetstone est mariée à Steve Hilton,. Elle vit à Atherton, en Californie, le code postal le plus onéreux des États-Unis. En 2022, elle s'oppose à un plan visant à assouplir le code de zonage de la ville aisée (qui n'autorise qu'une maison par acre) et à autoriser le logement multifamilial.